# Hoya de Huesca
La Hoya de Huesca (in aragonese: Plana de Uesca) è una delle 33 comarche dell'Aragona, con una popolazione di 63 434 abitanti; suo capoluogo è Huesca.
Amministrativamente la comarca è divisa tra la provincia di Saragozza e quella di Huesca.
Situata nella parte centrale del Somontano oscense è attraversata dai fiumi Isuela, Flumen e Guatizalema. È delimitata dai fiumi Sotón e Alcanadre e dalle sierre Gratal e Guara.
Confina con le seguenti comarche:
- a nord con la Jacetania e l'Alto Gállego
- a sud con Saragozza e i Monegros
- ad est con il Somontano de Barbastro
- ad ovest con Cinco Villas

La sua economia si basa sull'agricoltura e sulla pastorizia. L'industria è principalmente metallurgica.